# Ophiorrhiza cantonensis
Ophiorrhiza cantonensis är en måreväxtart som beskrevs av Henry Fletcher Hance. Ophiorrhiza cantonensis ingår i släktet Ophiorrhiza och familjen måreväxter. Inga underarter finns listade i Catalogue of Life.